# Walter IV. von Châtillon
Walter IV. von Châtillon (französisch Gaucher IV de Châtillon; † ~1261/65) war Herr von Châtillon, Crécy, Crèvecœur und Troissy aus dem Haus Châtillon.
Er war der drittgeborene Sohn Hugos I. von Châtillon († 1248), Graf von Saint-Pol und Herr von Châtillon, und der Maria von Avresnes, Erbgräfin von Blois. Seine älteren Brüder waren Graf Johann I. von Blois († 1279) und Graf Guido II. von Saint-Pol († 1289). Als nachgeborener Sohn erhielt er in der vom Vater 1246 verfügten Erbteilung einige nachgeordnete Burg- und Grundherrschaften, darunter den Familienstammsitz in Châtillon-sur-Marne. Letztmals ist er im Dezember 1260 urkundlich verbürgt, als er mit seiner Frau eine Schenkung an die Nonnen von Notre-Dame du Pont tätigte. Seine Frau bestätigte im Februar 1265 eine von ihm (Gavchier de Chastillon Sires de Crecy) getätigte Schenkung an dieselbe religiöse Einrichtung. Offenbar war Walter IV. zu diesem Zeitpunkt bereits verstorben.
Verheiratet war Walter IV. spätestens seit 1258 mit Isabelle von Lezinnes († nach 1265) aus der Familie Villehardouin, einer Urenkelin des Chronisten Gottfried von Villehardouin. Ihre Kinder waren:
- Walter V. von Châtillon († 1329), Herr von Châtillon ect., ab 1303 Graf von Porcéan, Connétable von Frankreich.
- Guido von Châtillon († ~1281/86).
- Maria von Châtillon († nach 1296); ⚭ Milon IX. von Noyers († 1291), Herr von Noyers.

## Weblink
- COMTES de SAINT-POL (CHÂTILLON) (fmg.ac)

| Vorgänger | Amt                                            | Nachfolger |
| --------- | ---------------------------------------------- | ---------- |
| Hugo I.   | Herr von Châtillon Herr von Crécy 1248–um 1261 | Walter V.  |

| Personendaten    | Personendaten                    |
| ---------------- | -------------------------------- |
| NAME             | Walter IV. von Châtillon         |
| ALTERNATIVNAMEN  | Gaucher IV. de Châtillon         |
| KURZBESCHREIBUNG | Herr von Châtillon               |
| GEBURTSDATUM     | 13. Jahrhundert                  |
| STERBEDATUM      | unsicher: zwischen 1261 und 1265 |